# Call of Duty: Mobile
Call of Duty: Mobile — це гра для смартфонів та планшетів у жанрі free-to-play шутер, розроблена TiMi Studios і видана Activision. Вона запозичила багато елементів з основної серії ігор, як то локації, зброя та персонажі. У грі, зокрема, можна побачити Капітана Прайса, Соупа, Ґоуста та інших персонажів франшизи.
Спочатку проєкт випустили як бета-версію в обмеженій кількості країн у липні 2019 року, а вже офіційно для всього світу гра стала доступною 1 жовтня того ж року.
Мобільна версія гри користується попитом серед широкого кола мобільних геймерів і може конкурувати навіть із консольними та ПК-версіями. Так, Activision стверджують, що станом на травень 2022 року гру було встановлено понад 650 мільйонів разів, а тільки за 2021 рік доходи від неї перевершили $1 мільярд.

## Ґеймплей
Ігровий процес складають такі режими:
- мультиплеєр(рангові та нерангові матчі);
- королівська битва;
- зомбі мод.

Call of Duty: Mobile має два типи внутрішньоігрової валюти: «Кредити», які можна заробити, граючи в гру та купити додатково за реальні кошти, та преміум валюта — «COD-points», яку можна купити за реальні гроші або виграти у спеціальних турнірах. Більшість контенту гри є безкоштовними, проте деяких персонажів, зброю чи інші ігрові елементи можна здобути лише за COD-points.
У гравців є можливість запрошувати своїх друзів у ігрове лобі та грати з ними у всіх ігрових режимах, а також обмінюватися з ними платними та безкоштовними подарунками.
Кожного місяця в Call of Duty: Mobile розпочинається новий сезони з різною тематикою, оформленням, історіями та новими персонажами, зброєю, перками, режимами гри тощо.

## Відзнаки
У 2019 році Call of Duty: Mobile стала найкращою мобільною грою за версією The Game Awards. В цьому ж році гра визнана найкращою за версією Google Play, а в рейтингу кращих ігор від App Store, сформованому за кількістю завантажень за рік, гра потрапила у 20 найкращих.
Наступного 2020 року Call of Duty: Mobile потрапила у список номінантів на звання найкращої мобільної гри від The Game Awards, здобула друге місце у щорічному рейтингу App Store та стала найкращою грою за вибором користувачів Google Play. В 2020 році Call of Duty: Mobile також отримала приз BAFTA Games Awards як найкраща мобільна гра року.

## Системні вимоги
| Android                 | Android             |
| ----------------------- | ------------------- |
|                         | Мінімальні          |
| RAM                     | 2 ГБ                |
| Версія Android          | Android 5.1 та вище |
| Розмір при завантаженні | 2,96 ГБ             |
| iOS                     |                     |
| RAM                     | 2 ГБ                |
| Версія iOS              | 9.0 та вище         |
| Розмір при завантаженні | 2,9 ГБ              |